# Resource Restriction Agreement
Het Resource Restriction Agreement (RRA) is een overeenkomsten tussen de Formule 1-teams deelnemend aan het wereldkampioenschap Formule 1 en verenigd in de FOTA. Het is een overeenkomst met als doel de kosten per team te limiteren.

## Eerste Resource Restriction Agreement(2009)
De eerste overeenkomst werd gesloten op 24 juni 2009 te Parijs voor het seizoen 2010. Het doel van de overkomst is de kosten van de Formule 1-teams terug te brengen naar het niveau van het begin van de jaren `90. De volgende afspraken waren gemaakt. Een team mag maximaal 350 personeelsleden in dienst hebben. Er mag niet meer dan €40 miljoen besteed worden aan externe diensten. Het gebruik van het aantal uur in de windtunnel is beperkt net zoals het gebruik van CFD. De FIA is niet bij de overeenkomst betrokken daardoor kan het opleggen van sancties na overtreding geen gevolgen hebben in het kampioenschap. De teams hebben afgesproken dat bij overtreding het betreffende team de volgende jaren minder dan de limiet moet uitgegeven.

## Tweede Resource Restriction Agreement(2010)
Tijdens de Grand Prix van Singapore in 2010 werd bij een bijeenkomst van de FOTA de overeenkomst met wat aanpassingen verlengd tot 2017. Zo mag vanaf 2011 een team niet meer dan 315 personeelsleden tellen. Het bedrag te besteden aan externe diensten is terug gebracht tot €30 miljoen.

## Red Bull in opspraak
De geruchtencarrousel werd opgang gebracht door de voormalig FIA-president Max Mosley. Mosley maakt in de laatste weken van 2010 bekend dat Red Bull Racing om een uitzondering zou gevraagd hebben bij de andere ondertekenaars van de overeenkomst. 2010 was het jaar waarin Red Bull zowel in het coureurs- als het constructeurskampioenschap in de Formule 1 de titel voor zich opeiste. Ook zevenvoudig wereldkampioen Michael Schumacher denkt dat Red Bull het RRA overtreedt en uitte zijn vermoedens. Volgens Schumacher zou Red Bull de afspraken omtrent het personeelslimiet niet naleven.
Verschillende mensen in dienst van het Red Bull team ontkende de overschreden budgetafspraken van vermoedelijk € 60 miljoen. Later werd bekend dat er een onderzoek werd ingesteld door de FOTA of elk team zich netjes aan de overeenkomst van 2009 had gehouden.